# Few lights till night
『few lights till night』（フィゥー ライツ ティル ナイト）はDragon Ash17枚目のシングル。2006年9月27日発売。発売はMOB SQUAD｡

## 解説
前作「Ivory」同様、ラテン色の強い作品になっている。サビを1度にした理由についてKjは「2回にしたら一流じゃなくなる」と語っている。
2023年に発売されるトリビュート盤ではBRAHMANがカバーしている。

## 収録曲
作詞：Kj　作曲・編曲：Dragon Ash
1. few lights till night
2. stir
3. sleep tight

## 収録アルバム
＃1
- 『INDEPENDIENTE』（2007年2月21日）
- 『The Best of Dragon Ash with Changes Vol.2』（2007年9月5日）

＃2
- 『INDEPENDIENTE』（2007年2月21日）